# Zaharia Gropa
Zaharia Gropa (?-1456) was een Albanese edelman afkomstig uit het huis Gropa. Tot zijn dood was hij een prins van het vorstendom Gropa in zuidoost-Albanië. Hij vocht ook mee aan Skanderbeg's zijde gedurende de Albanees-Ottomaanse Oorlog.
Zaharia zijn dynastie, Gropa, heersers van gebieden die overeen komen met het huidige Pogradec en Ohrid, had goede banden met het Huis Anjou-Sicilië en met de Serviërs. De latere Prins Marko Mrnjavčević, startte echter rivaliteit met de Gropa's en eiste meer grondgebied voor de Serviërs. Na hulp van de Muzaka-dynastie hadden de Gropa's hun eigen gebied terug. De familie Gropa zou tevens een van de Albanese adel zijn die deelnam aan de Slag op het Merelveld, waar het Servische leger gesteund werd door een Balkan alliantie in een veldslag tegen het Ottomaanse Rijk.
In 1444 sloot Zaharia Gropa zich aan bij de Liga van Lezhë, een Albanese militaire alliantie tegen het Ottomaanse Rijk. Hij had hier de rang van commandant. Gropa stierf in 1456.